# Florin Gheorghiu
Florin Gheorghiu est un joueur d'échecs roumain né le 6 avril 1944 à Bucarest,  grand maître international depuis 1965, qui fut champion du monde junior en 1963.  Neuf fois champion de Roumanie (entre 1960 et 1984), il a participé à 14 olympiades de 1962 à 1990.

## Carrière

### Champion de Roumanie
Gheorghiu obtint neuf fois la victoire dans le championnat de Roumanie : en 1960 (à seize ans), en 1962, 1964-1965-1966-1967, 1973, 1977 et 1984.

### Champion du monde junior
En 1963, Gheorghiu remportait le championnat du monde d'échecs junior après avoir terminé deuxième lors du championnat du monde junior précédent (derrière Bruno Parma en 1961).
Il obtint le titre de maître international la même année (1963), puis celui de grand maître international en 1965, devenant, à 21 ans, le plus jeune grand maître à l'époque (il était un an plus jeune que Bobby Fischer et trois mois plus jeune que Vlastimil Hort).

### Tournois interzonaux
Gheorghiu a participé à quatre tournois interzonaux : Petrópolis 1973 (14e), Manille 1976 (10e-13e), Riga 1979 (5e-6e) et Moscou 1982 (12e).

### Victoires dans les tournois internationaux
Son palmarès comprend de nombreuses victoires en tournoi :

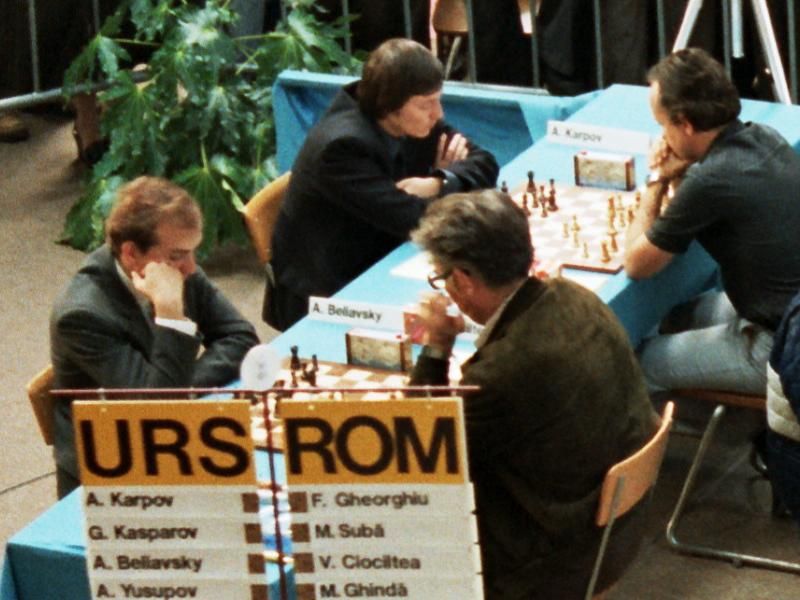
Beliavski et Karpov face à Ciocaltea et Gheorghiu (de dos) lors de l'olympiade de Lucerne en 1982

- 1965 : Belgrade, ex æquo avec Matulovic,
- 1967 : Bucarest,
- 1967-1968 : Hastings, ex æquo avec Hort et Stein,
- 1972 : Reykjavik,
- 1973 : Orense,
- 1974 : Casablanca et Torremolinos (tournoi de la Costa del Sol, ex æquo avec Torre),
- 1975 : Istres,
- 1977 : Netanya,
- 1978 : New York,
- 1979 : Lone Pine (open), Philadelphie (World Open) et Novi Sad,
- 1980 : Philadelphie (World Open) et Londres (open Lloyd's Bank),
- 1982 : Festival de Bienne,  ex æquo avec Nunn.

Florin Gheorghiu a remporté trois fois de suite le championnat open des États-Unis : en 1979 (seul vainqueur à Chicago), en 1980 (ex æquo à Atlanta) et en 1981 (ex æquo avec cinq autres joueurs à Palo Alto).

### Olympiades
Gheorghiu a participé à toutes les olympiades d'échecs de 1962 à 1974 et de 1978 à 1990.
Il joua au premier échiquier de l'équipe de Roumanie de 1966 à 1990.
En 1966, il battit Bobby Fischer lors de l'Olympiade d'échecs de 1966 à La Havane.

### Ouvertures
Dans le domaine des ouvertures, Gheorghiu a été avec Andersson un pionnier du système du hérisson.